# ももとせ
「ももとせ」は100sの4枚目のシングルである。2007年4月18日発売。

## 解説
- 前作より2ヶ月ぶりのシングル。アルバム『ALL!!!!!!』の先行シングルとなった。
- 本作よりCD+DVD、CDのみの2形態での発売となった。DVDにはライブ映像を収録。

## 収録曲

### CD
1. ももとせ (4:02)
2. なぁ、未来。(LIVE) (3:52)

作詞・作曲：中村一義　編曲：100s

### DVD
1. シンガロング
2. 希望
3. ももとせ
4. いきるもの